# Lophophytum leandrii
Lophophytum leandrii là một loài thực vật có hoa trong họ Balanophoraceae. Loài này được Eichler mô tả khoa học đầu tiên năm 1869.